# Kaspar von Grünigen
Kaspar von Grünigen (* 1982 in Meiringen) ist ein Schweizer Jazzmusiker (Kontrabass, Komposition).

## Leben und Wirken
Grünigen erhielt als Kind Cellounterricht. Er wechselte als Jugendlicher zum E-Bass und später zum Kontrabass. Er begann ein Studium von Germanistik und Theaterwissenschaft an der Universität Bern, um dann an der Musikakademie Basel Jazz zu studieren; er verbrachte ein Auslandsemester an der Musikhochschule der Universität Göteborg.
Zunächst spielte er ab 2004 in verschiedenen Pop-Bands seines Bruders Floh von Grünigen, 2007 in der Formation Box (Album Bruch, mit Niklaus Hurny, Fabian M. Müller, Christian Gschwend); mit Fabian M. Müller und Fabian Burgi bildete er das FM Trio, mit dem zwischen 2007 und 2016 vier Alben entstanden (Album Ligne Libre, 2009). Er arbeitete in den frühen 2010er-Jahren mit Marco von Orelli, an dessen Hatology-Alben Close Ties on Hidden Lanes (2012) und Alluring Prospect (2015) er beteiligt war. 2015 gründete er mit Musikern aus der Schweiz und Deutschland das Bottom Orchestra (u. a. mit Almut Kühne, Benjamin Weidekamp, Uli Kempendorff, Marco von Orelli, Lukas Briggen), für das er auch komponiert. Mit Müller arbeitet er auch im Augur-Ensemble zusammen (Gästezimmer, 2018), mit Weidenkamp und Kempendorff im Quintett Ernte (Enja, 2024).
Grünigen leitet die Musikschule auf dem Jazzcampus der Musikakademie Basel.